# Swinton with Warthermarske
Swinton with Warthermarske est une paroisse civile du Yorkshire du Nord, en Angleterre.